# Horidiplosis ficifolii
Horidiplosis ficifolii är en tvåvingeart som beskrevs av Harris 2003. Horidiplosis ficifolii ingår i släktet Horidiplosis och familjen gallmyggor.
Artens utbredningsområde är Taiwan. Inga underarter finns listade i Catalogue of Life.